# Rib-Addi

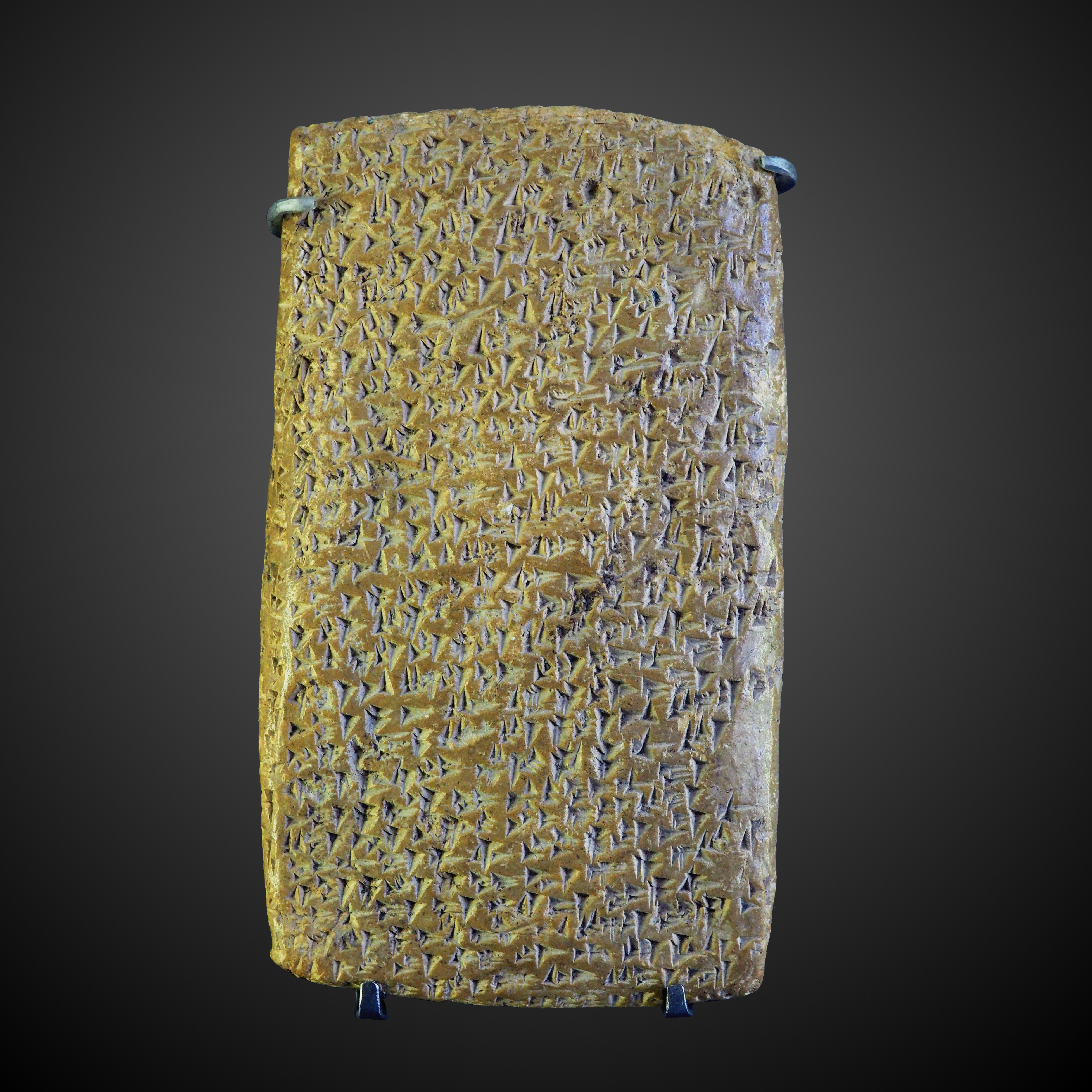
Tontafel mit einem Brief von Rib-Addi an den Pharao. Amarna-Brief EA 362, heute im Besitz des Louvre

Rib-Addi (auch Rib-Hadda oder Rib-Adda) war ein König des antiken kanaanitischen Stadtstaates Byblos, der ca. von 1375 bis 1355 v. Chr. regierte. In dieser Epoche gehörte Byblos zu den Vasallen und Handelspartnern des Alten Ägypten; Kanaan und seine Königreiche waren Hauptlieferanten der Ägypter für das Holz der Libanon-Zeder.

## Amarna-Korrespondenz
Rib-Addi ist ausschließlich aus den Amarna-Briefen bekannt: Über 60 seiner auf Tontafeln notierten Briefe an den altägyptischen Pharao Amenophis III. sowie an dessen Sohn und Nachfolger Echnaton (beide 18. Dynastie, Neues Reich) sind erhalten geblieben, davon allerdings einige doppelt. Diese Briefe informieren über die politische Situation dieser Zeit in der Levante (auf dem Gebiet des heutigen Libanon) und berichten hauptsächlich von Kämpfen der einzelnen Staaten in dieser Region. Hauptfeinde von Rib-Addi waren Abdi-Aschirta und dessen Sohn Aziru aus dem Staat Amurru, der um diese Zeit mit den mit Ägypten verfeindeten Hethitern paktierte. Rib-Addi fragte mehrmals bei beiden ägyptischen Pharaonen um militärische Hilfe nach, nachdem er Teile seines Herrschaftsgebietes verloren hatte. Aus den Amarna-Briefen geht hervor, dass er zumindest unter Amenophis III. Hilfe erhalten hatte. Rib-Addis Briefe an Echnaton blieben vermutlich unbeantwortet, weil dieser hauptsächlich mit innenpolitischen Fragen beschäftigt war (siehe Amarna-Zeit). In seinem letzten Brief an Echnaton berichtet Rib-Addi von der Zuflucht, die er vorübergehend beim König des benachbarten Berytos gefunden hatte, sowie von seiner drohenden Auslieferung an Aziru. Danach verliert sich seine Spur. Der später verfasste Amarna-Brief eines angesehenen berytischen Bürgers an Echnaton berichtet von der Ermordung mehrerer Könige der Region, darunter der von Byblos.

## Sonstiges
Rib-Addi war der erste Herrscher, von dem überliefert ist, dass er Scherden-Söldner unterhielt, wahrscheinlich als Leibgarde. Die Scherden (auch Schardana), deren Herkunft strittig ist, werden zu den Seevölkern gezählt und waren im 14. und 13. Jahrhundert v. Chr. als Söldner bei levantinischen Herrschern begehrt; sie dienten unter Ramses II. auch im ägyptischen Heer.